# Брату, Тудор
Тудор Брату (род. 27 сентября 2002 года) — молдавский тяжелоатлет, двукратный бронзовый призёр чемпионатов Европы 2023 и 2025 годов. Чемпион мира среди юниоров 2021 года.

## Карьера
С 2019 года выступает на международных соревнованиях по тяжёлой атлетике. В 2019 году молдавский спортсмен впервые выступил на юношеском чемпионате Европы где занял 2-е место в весовой категории до 81 кг. На юниорском чемпионате мира 2021 года в весовой категории до 89 кг он стал победителем с весом на штанге 364 кг.
В 2022 году на чемпионате Европы в Тиране, в весовой категории до 96 кг, Тудор занял итоговое пятое место с результатом 361 килограмм.
В декабре 2022 года впервые принял участие в чемпионате мира, который состоялся в Боготе. В весовой категории до 102 килограммов, Тудор по сумме двух упражнений с весом 370 кг стал двенадцатым.
В Ереване, на чемпионате Европы 2023 года, молдавский атлет в категории до 102 кг, с результатом по сумме двух упражнений 374 кг завоевал бронзовую медаль.
На чемпионате Европы в Кишинёве, в апреле 2025 года, завоевал бронзовую медаль в весовой категории до 102 кг с итоговым результатом 386 кг. В отдельных упражнениях также стал обладателем малых бронзовых медалей. 

## Достижения
Чемпионат Европы
| Результат | Вес       | Год  | Место соревнований | Рывок | Толчок | Общий вес |
| Бронза    | до 102 кг | 2023 | Ереван, Армения    | 170,0 | 204,0  | 374,0     |
| Бронза    | до 102 кг | 2025 | Кишинёв, Молдова   | 176,0 | 210,0  | 386,0     |